# UFC 198
UFC 198: Werdum vs. Miocic fue un evento de artes marciales mixtas celebrado por Ultimate Fighting Championship el 14 de mayo de 2016 en el Arena da Baixada, en Curitiba, Brasil.

## Historia
El evento estelar contó con el combate por el campeonato de peso pesado entre Fabrício Werdum y Stipe Miočić.
El excampeón de peso medio, Anderson Silva, tenía previsto enfrentarse a Uriah Hall en el evento. Sin embargo, Silva tuvo que abandonar el combate debido a que se tenía que operar de colecistitis. A consecuencia de ello, la UFC buscó un oponente para Hall, pero este decidió abandonar el evento.
Durante el evento, la UFC anunció que el excampeón interino de peso pesado de UFC y campeón de peso pesado de PRIDE Antônio Rodrigo Nogueira, sería introducido en el Salón de la Fama durante la "International Fight Week" en julio.

## Resultados
1. ↑  Por el Campeonato de Peso Pesado de UFC.

## Premios extra
Cada peleador recibió un bono de $50,000.
- Pelea de la Noche: Francisco Trinaldo vs. Yancy Medeiros
- Actuación de la Noche: Stipe Miočić y 	Ronaldo Souza